# 내가 누구인지 말해주오
《내가 누군지 말해주오》(영어: Tell Me Who I Am)는 2019년에 넷플릭스에서 방영한 영국의 영화이다.

## 캐스팅
주연
- 알렉스 루이스 : 본인 역
- 마커스 루이스 : 본인 역

출연
- 앤드류 캘리 : 잭 역
- 에반 밀튼 : 알렉스 / 마커스 역
- 캐슬린 레이 : 질 역

## 기타
- 기획 : 조나단 친